# Vurt
La Vurt Recordz è stata un'etichetta discografica indipendente romana.

## Storia
Attiva fino al 2004, ha pubblicato gruppi della scena indie rock italiana. Il primo disco pubblicato, nel 1997, è stato l'esordio degli Yuppie Flu intitolato Automatic but Static.
Il nome dell'etichetta è preso dal romanzo distopico Le piume di Vurt (Vurt), dello scrittore britannico Jeff Noon.

## Gruppi pubblicati
- Yuppie Flu
- Ex-Otago
- Radiostars
- Laundrette
- Hiroshima Rocks Around
- Slacker Monday
- Sinatra
- Zo.e
- Buzzer P
- Orange Indie Crowd
- D'o.n.c.
- Agatha